# Vöröstorkú erdeityúk
A vöröstorkú erdeityúk (Ortalis ruficauda) a madarak osztályának tyúkalakúak (Galliformes) rendjébe és a hokkófélék (Cracidae) családjába tartozó faj.
Trinidad és Tobago nemzeti madara, a skarlátbatlával együtt (Ortalis ruficauda) az ország címerében is szerepel.

## Rendszerezése
A fajt William Jardine skót ornitológus írta le 1847-ben.

## Alfajai
- Ortalis ruficauda ruficauda Jardine, 1847
- Ortalis ruficauda ruficrissa P. L. Sclater & Salvin, 1870[2]

## Előfordulása
Kolumbia, Grenada, a Saint Vincent és a Grenadine-szigetek, Trinidad és Tobago és Venezuela területén honos. Természetes élőhelyei a szubtrópusi és trópusi síkvidéki esőerdők, szavannák és cserjések, valamint ültetvények és szántóföldek. Állandó, nem vonuló faj.

## Megjelenése
Testhossza 53–61 centiméter, testtömege 430–800 gramm.
|  |

## Életmódja
Gyümölcsökkel, hajtások és levelek táplálkozik.

## Szaporodása
Fészekalja 2 nagy fehér tojásból áll.

## Természetvédelmi helyzete
Az elterjedési területe nagy, egyedszáma pedig stabil. A Természetvédelmi Világszövetség Vörös listáján nem fenyegetett fajként szerepel.

## Külső hivatkozások
- Képek interneten a fajról
- Xeno-canto.org - a faj hangja és elterjedési területe